# Glenwood (Alabama)
Glenwood – miasto w Stanach Zjednoczonych, w stanie Alabama, w hrabstwie Crenshaw. W roku 2023 miasto zamieszkiwało 151 osób, a gęstość zaludnienia wynosiła 79,5 osoby/km².